# Tenshi no tamago (colonna sonora)
Tenshi no Tamago Ongakuhen "Mizu ni Sumu" (天使のたまご 音楽編 ｢水に棲む｣?) è la colonna sonora composta da Yoshihiro Kanno per il film d'animazione OAV Tenshi no tamago, realizzato da Mamoru Oshii e Yoshitaka Amano nel 1985.

## Descrizione
La colonna sonora venne interamente registrata dalla Tokyo Concerts (東京コンサーツ?, Tōkyō konsātsu), condotta da Hiroshi Kumagai, e fu pubblicata originariamente su LP dalla Animage Records (il 21 dicembre 1985) e poi rimasterizzata su CD dalla Tokuma Japan Communications (il 24 maggio 2000).

## Tracce
1. Prelude (プレリュード?) – 2:47
2. Tamago no Miru Yume (卵のみる夢?) – 2:19
3. Kikaijikake no Taiyou (機械仕掛けの太陽?) – 2:22
4. Tenshi no Tamago Main Theme (天使のたまご メインテーマ?) – 2:35
5. Mizu no Kioku (水の記憶?) – 3:11
6. Mado no Mukou ni (窓の向こうに?) – 2:25
7. Suitei no Machi	 (水底の街?) – 2:29
8. Sakana Kari (魚狩り?) – 4:20
9. Opera House	 (オペラハウス?) – 1:55
10. Toki no Taiseki (時の堆積?) – 4:17
11. Tenshi no Kaseki (天使の化石?) – 2:18
12. Yatou no Gotoku (夜盗の如く?) – 5:44
13. Tenshou (転生?) – 3:09
14. Ishin to Tomo ni (異神と共に?) – 4:32

Durata totale: 44:23